# Municipio de Copley (Illinois)
El municipio de Copley (en inglés: Copley Township) es un municipio ubicado en el condado de Knox en el estado estadounidense de Illinois. En el año 2010 tenía una población de 348 habitantes y una densidad poblacional de 3,79 personas por km².

## Geografía
El municipio de Copley se encuentra ubicado en las coordenadas 41°1′34″N 90°9′3″O / 41.02611, -90.15083. Según la Oficina del Censo de los Estados Unidos, el municipio tiene una superficie total de 91.86 km², de la cual 90,74 km² corresponden a tierra firme y (1,22 %) 1,12 km² es agua.

## Demografía
Según el censo de 2010, había 348 personas residiendo en el municipio de Copley. La densidad de población era de 3,79 hab./km². De los 348 habitantes, el municipio de Copley estaba compuesto por el 98,56 % blancos, el 0,86 % eran afroamericanos, el 0,29 % eran de otras razas y el 0,29 % eran de una mezcla de razas. Del total de la población el 0,57 % eran hispanos o latinos de cualquier raza.